# 斯科迪耶
斯科迪耶（挪威語：Skodje）是挪威已撤銷的市镇，曾位於默勒-魯姆斯達爾郡。該市镇存在於1849年至2020年間。